# تورتل
تورتل (به اسپانیایی: Tortel) یک شهرستان در شیلی است که در Capitán Prat Province واقع شده‌است. تورتل ۱۹٬۹۳۰٫۶ کیلومتر مربع مساحت و ۴۸۷ نفر جمعیت دارد و ۷ متر بالاتر از سطح دریا واقع شده‌است.